# Horitzó artificial

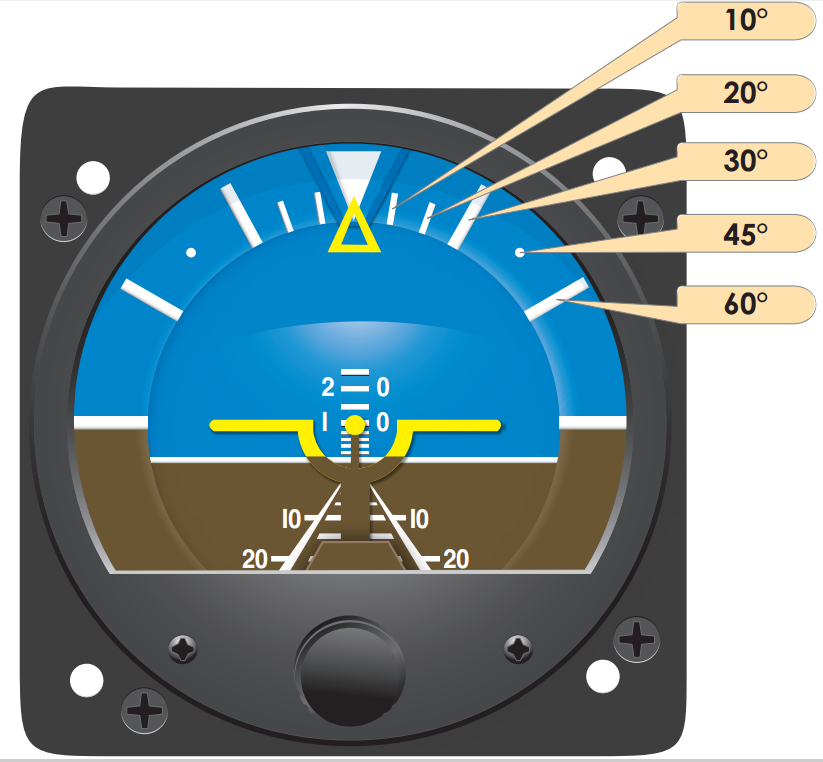
Horitzó artificial amb referències de capcineig i balanceig

Un horitzó artificial o indicador d'actitud és un instrument de vol present en gairebé totes les aeronaus que indica al pilot la posició de l'horitzó respecte del pla horitzontal de l'aeronau. Consisteix en un giroscopi amb dos graus de llibertat que té l'eix propi alineat amb l'eix vertical local per un sistema erector. El giroscopi es posa a zero abans de l'enlairament i conserva aquesta posició fixa en l'espai independentment dels moviments de l'aeronau. Així doncs, permet mesurar l'angle entre l'eix de l'aeronau i l'eix horitzontal, que correspon al capcineig, i l'eix vertical, que correspon al balanceig.